# Stubacher Sonnblick
Le  est une montagne qui s’élève à 3 088 m d’altitude dans les Hohe Tauern, en Autriche.